# Colón Fútbol Club
Il Colón Fútbol Club, noto semplicemente come Colón, è una società polisportiva di Montevideo (Uruguay). La sua sezione principale, quella calcistica, dopo non aver disputato alcun campionato dal 2004 al 2009 per motivi economici, ha ripreso l'attività nella stagione 2009-2010, iscrivendosi al campionato di Segunda División Amateur.
La squadra di basket era già tornata in funzione nel 2006.
Nonostante in quel periodo fosse sciolta, il 12 marzo 2007, in occasione del centenario della fondazione del Colón, il governo uruguaiano ha emesso un francobollo commemorativo.

## Palmarès

### Competizioni nazionali
- Segunda División Profesional de Uruguay:2

1964, 1982
- Segunda División Amateur de Uruguay: 2

1988, 2000
- Divisional Intermedia de Fútbol de Uruguay: 4

1925, 1927, 1931, 1954
- Divisional Extra de Fútbol de Uruguay: 1

1920
- Primera División Amateur de Uruguay: 1

2023

### Altri piazzamenti
- Primera División Amateur de Uruguay:

Secondo posto: 2017, 2018